# Rasengleis

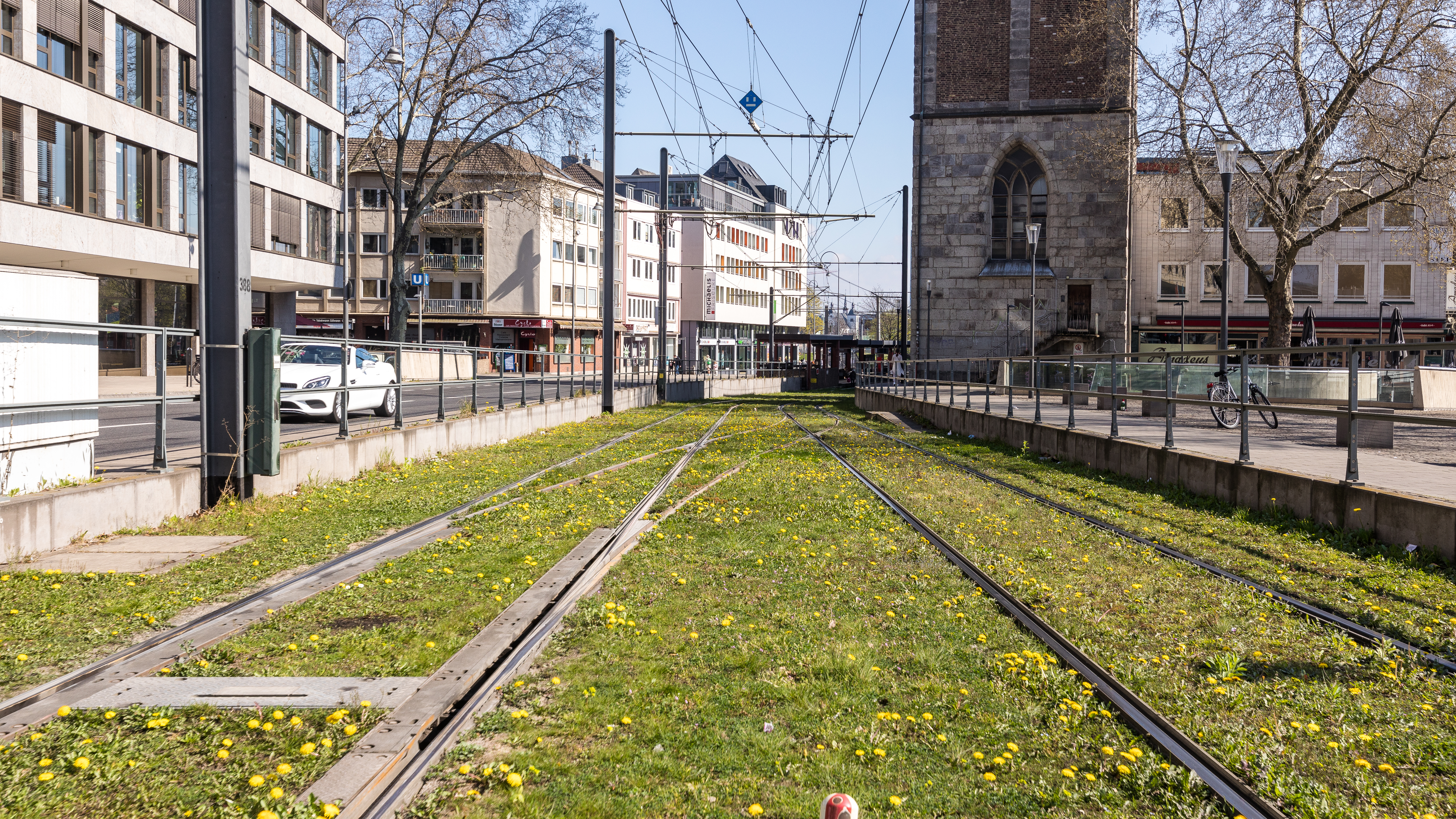
Hochliegende Rasengleise der Stadtbahn Köln

Bei einem Grüngleis ist der Gleiskörper mit Rasen (Rasengleis) oder anderer Vegetation eingefasst und der Schienenzwischenraum begrünt. Es ist ein beliebtes Mittel, um den Bahnkörper von Straßen- und Stadtbahnen optisch, funktional und ökologisch aufzuwerten.
Das Rasengleis hat neben dem positiven optischen auch einen akustischen Effekt. Die Schallabstrahlung der Fahrzeuge und des Gleises wird deutlich reduziert. Die Bepflanzung absorbiert zusätzlich den Luftschall, der von der Schienenoberfläche ausgeht.

## Geschichte

Straßenbahnzug auf begrünten Gleisen in Seattle, 1918

Seitdem Anfang des 20, Jahrhunderts in Großstädten Straßenbahnen getrennt vom restlichen Verkehr (auf einem besonderen Bahnkörper) verlegt wurden, begrünte man solche Flächen, insbesondere an repräsentativen Stellen. Wegen steigender Anforderungen des Gleisbaus endete diese Praxis in den 1930er Jahren.
Mit der Umweltbewegung in den 1980er Jahren stieg das Interesse an begrünten Straßenbahngleisen wieder an. So entwickelten Städte in Deutschland seit Mitte der 1980er Jahre eigene Grüngleissysteme. Das Aufkommen der festen Fahrbahnen in den 1990er Jahren erleichterte es, Gleise zu begrünen. In Deutschland gab es 1993 unter 50 km begrünte Gleise, 2017 nach einer Erhebung etwa 600 km. Die Gleisbegrünung etablierte sich ähnlich auch in anderen Ländern.

## Formen
Grüngleise gibt es in verschiedenen Bauformen, jeweils mit verschiedenen Varianten etwa des Oberbaus, der Gleisisolierung oder der Begrünung selbst. Grundsätzlich gibt es Grüngleise in diesen Ausführungsformen:
- Hochliegendes Grüngleis: Die Vegetation liegt bis zu 1,5 cm (bei Rillenschienen) oder 5 cm (bei Vignolschienen) unter der Schienenoberkante. Diese Ausführung bietet den besten Schallschutz und das beste optische Ergebnis, da nur die Lauffläche und wenig von den Schienen zu sehen sind. Die hohe Vegetationstragschicht kann mehr Wasser zurückhalten und bietet gute Wuchsbedingungen für Rasen. Seitlich müssen die Schienen isoliert bzw. eingedeckt werden, so dass das Erdreich nicht direkt an die Schienen anstößt. Die Befestigungselemente ud Schienen bleiben dadurch sauber und korrosionsgeschützt, der Austausch und die Wartung wird aber auch schwieriger.
- Tiefliegendes Grüngleis: Die Vegetation reicht nur bis zum Schienenfuß. Die Schienen bleiben also komplett frei, was die optische Wirkung ein wenig schmälert. Auch die Schalldämpfung ist bei dieser Bauweise etwas geringer. Dafür ist die Kontrolle und der Austausch der Schienen einfacher. Die Befestigungsmittel korrodieren deutlich langsamer, da sie nicht im Erdreich liegen und daher nicht permanent Feuchtigkeit ausgesetzt sind. Der Anbau von Gleisschaltmitteln ist möglich, zudem ist die Gefahr von Streustrom reduziert. Die Vegetation hat meist weniger Platz.

Als Kompromiss zwischen den Lösungen bauen manche Betriebe auch gemischte Formen, bei denen z. B. die Schienen nur außen hoch begrünt sind, in der Mitte aber tiefer liegen.

### Oberbau
Die Raseneindeckung erfordert einen dauerhaft lagesicheren Oberbau, in der Regel in Form einer festen Fahrbahn. Schotteroberbau wäre durch den Eintrag von Bodenmaterial und die dadurch verringerte Reibung zwischen den Schottersteinen und den Schwellen nicht lagesicher und durch die Raseneindeckung auch nicht stopf- und richtbar. Nachträgliche Änderungen und Erweiterungen, die nicht von vornherein berücksichtigt und vorbereitet werden, sind deutlich aufwändiger als bei klassischen, nichteingedeckten Schotteroberbau.

### Verbindung zum Boden
In Würzburg sieht die Allianz Mobilität und Regionalentwicklung der Agenda 21 Würzburg die Ursache für die schlechte Dürreverträglichkeit des Rasens bei den seit ca. 2000 angelegten Rasengleisen z. B. in der äußeren Zellerau darin, dass sie keine Verbindung zum Boden haben, sondern nur aus einer Erdschicht auf einer Betonschicht bestehen. Verglichen wird der Zustand in diesen Rasengleisen mit den älteren Gleisen, z. B. an der Mergentheimer Straße (gebaut 1985), bei denen das Grün unter gleichen klimatischen Bedingungen weniger Schaden genommen hat. Ein ähnliches Phänomen wurde auch von der TU Dresden in einer Langzeitstudie untersucht. Die Verbindung zum Boden erfordert allerdings eine feste Fahrbahn.

### Vegetation
Begrünt wird Rasengleis entweder mit Rasen oder mit pflegeleichten Bodendeckern. Rasen muss verhältnismäßig aufwändig gepflegt und bewässert werden. Bodendecker werden zwar in Dürrezeiten welk, kommen aber mit minimaler Bewässerung aus. Statt den Raum zwischen den Schienen ausschließlich mit Erdreich aufzufüllen, können auch Rasengittersteine verlegt werden.
Bei der Straßenbahn Braunschweig sollen in Zusammenarbeit mit dem Julius Kühn-Institut, welches sich am dortigen Standort mit Bienen beschäftigt, Wildblumen gesät werden.

## Galerie

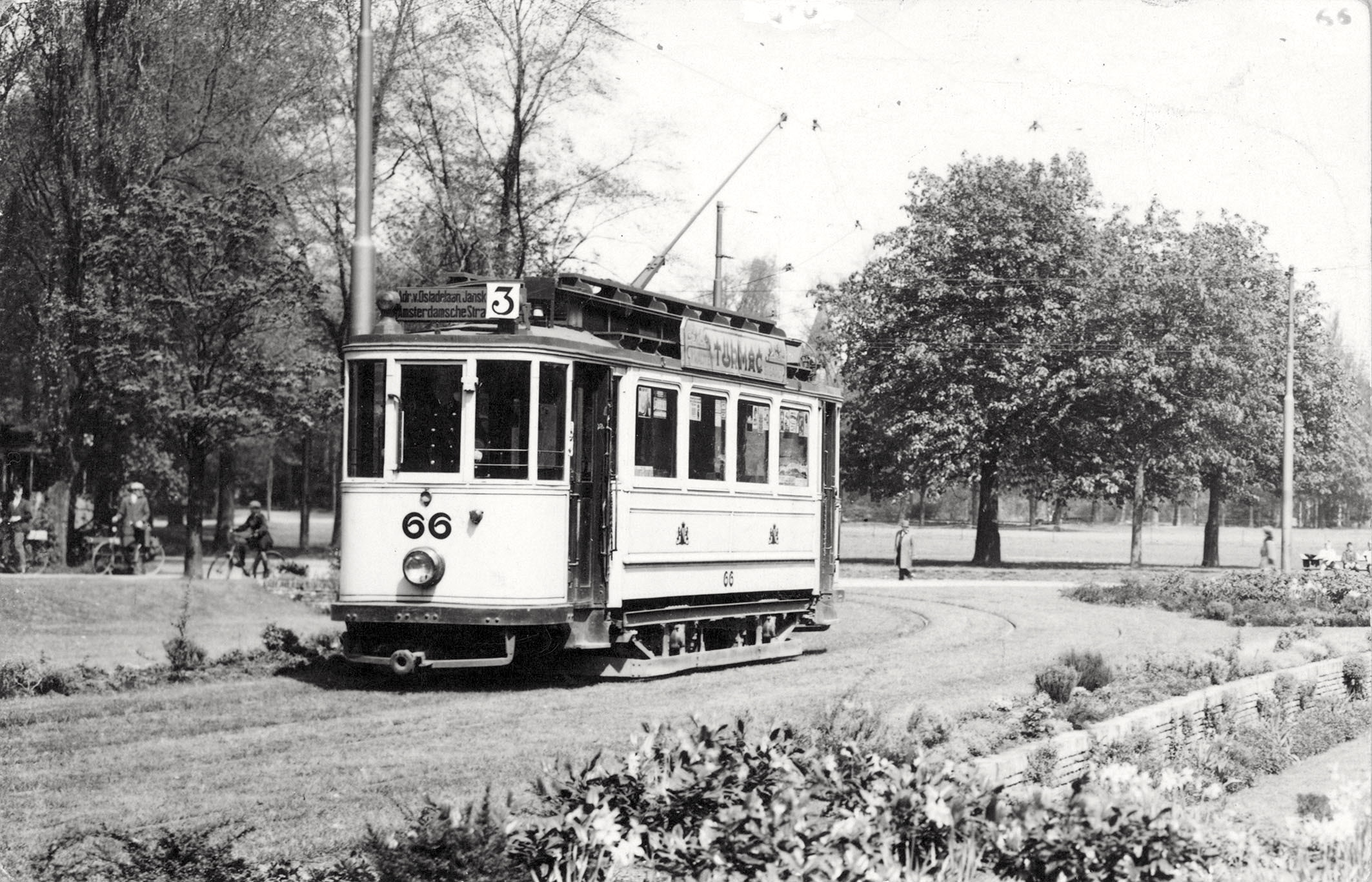
Straßenbahn Utrecht im Wilhelminapark, um 1933
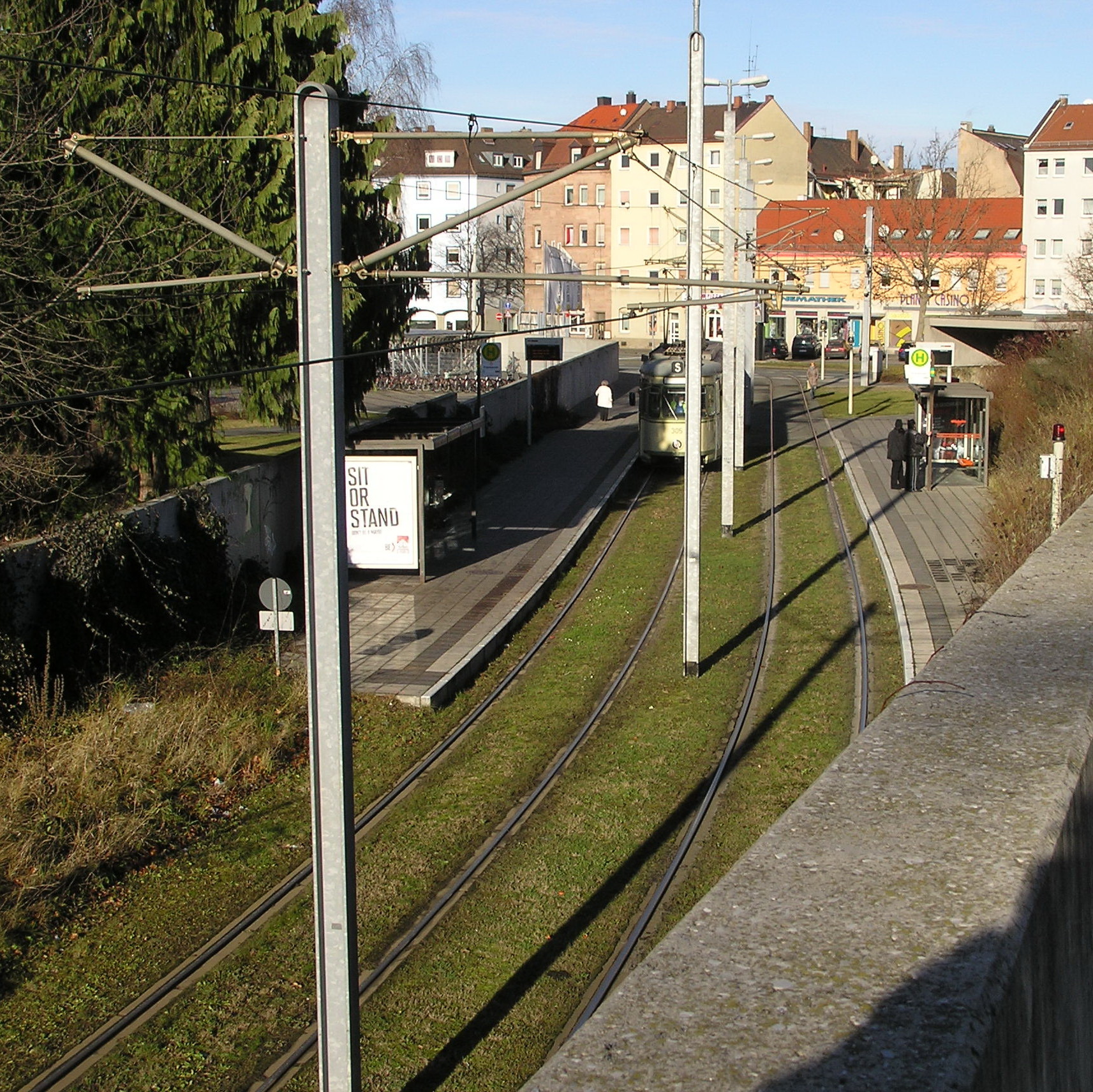
Hochliegendes Rasengleis in Nürnberg an der Station Frankenstraße, 2012
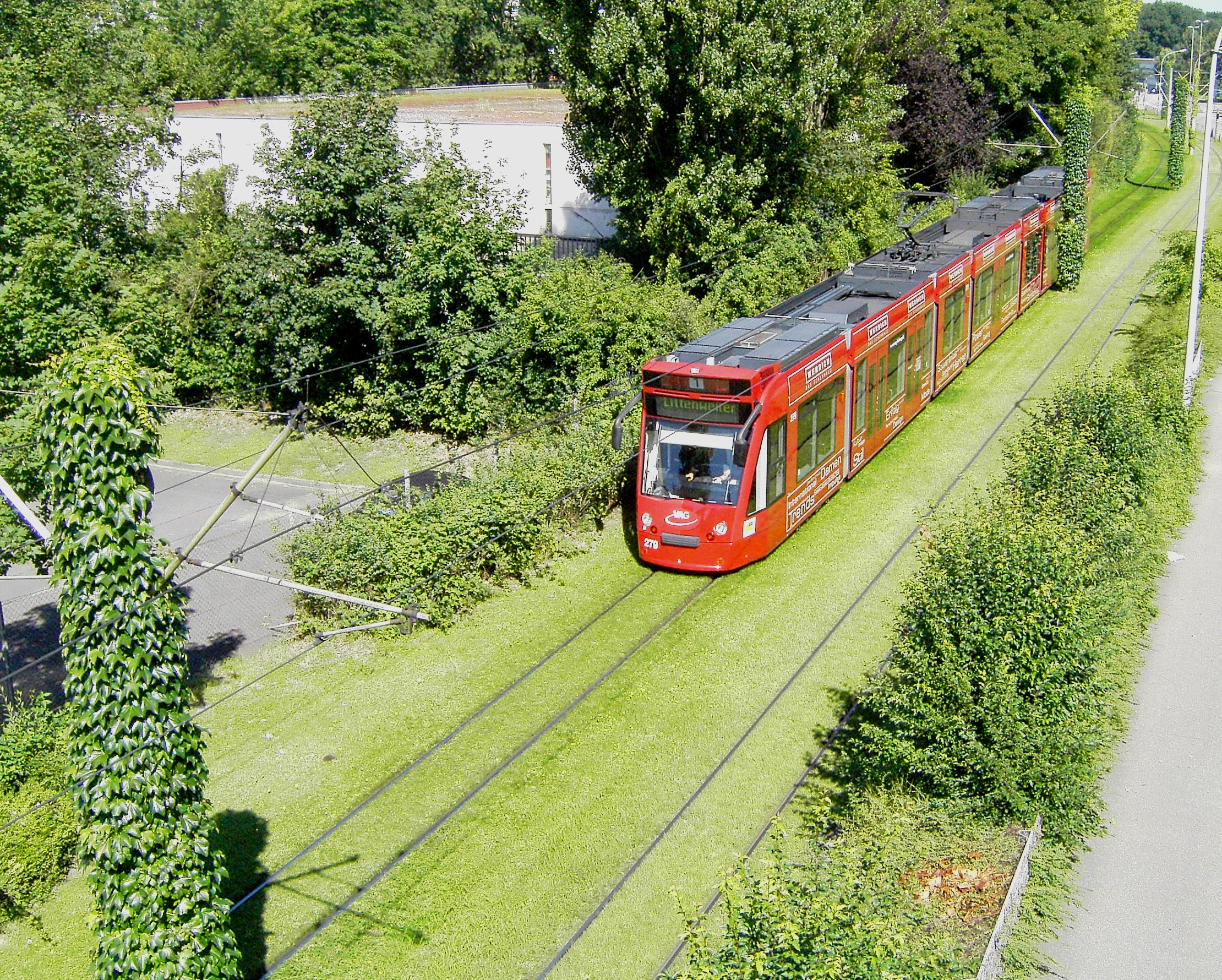
Hochliegendes Rasengleis, Freiburg i. Br.
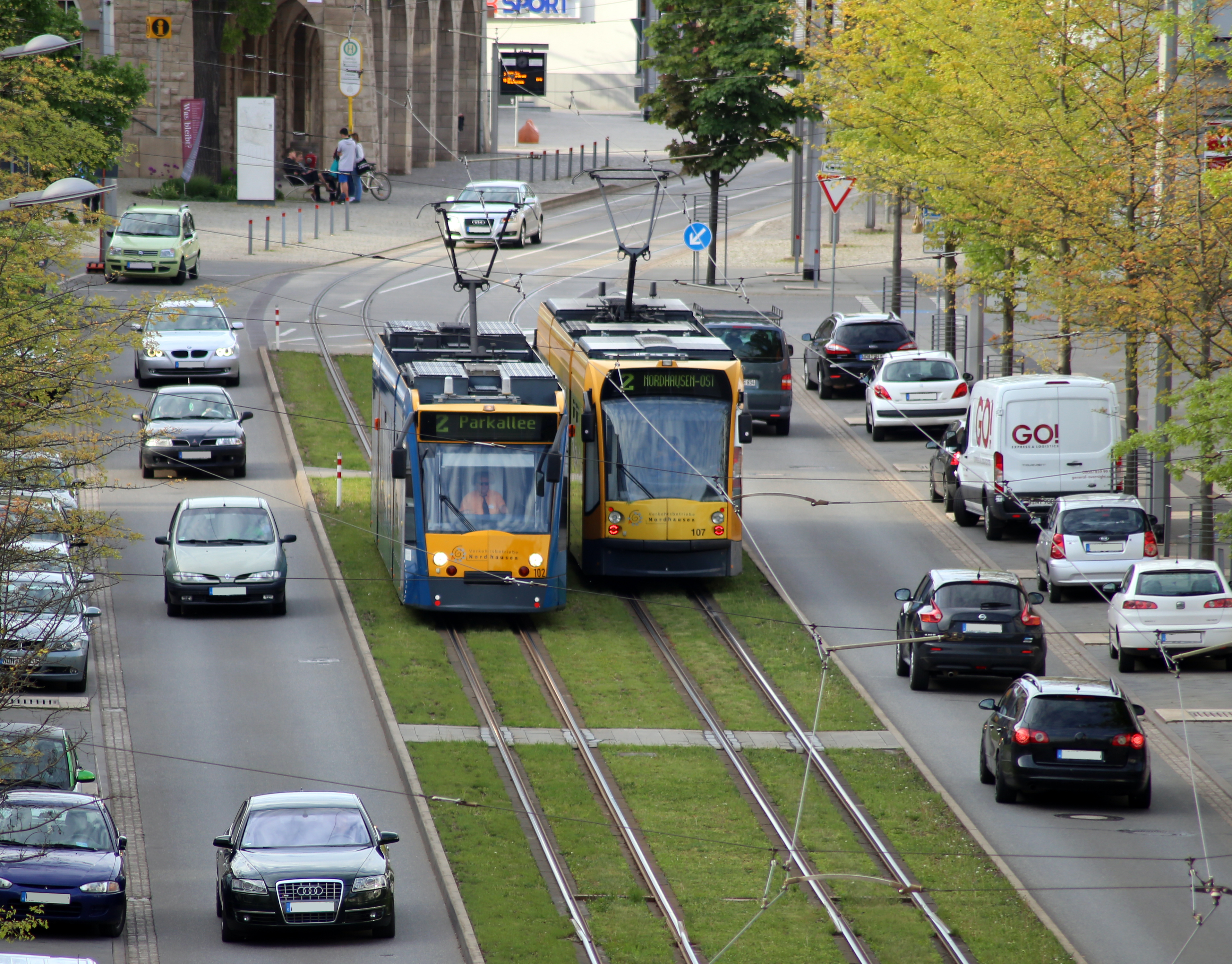
Hochliegendes Rasengleis mit seitlichen Füllsteinen, Nordhausen
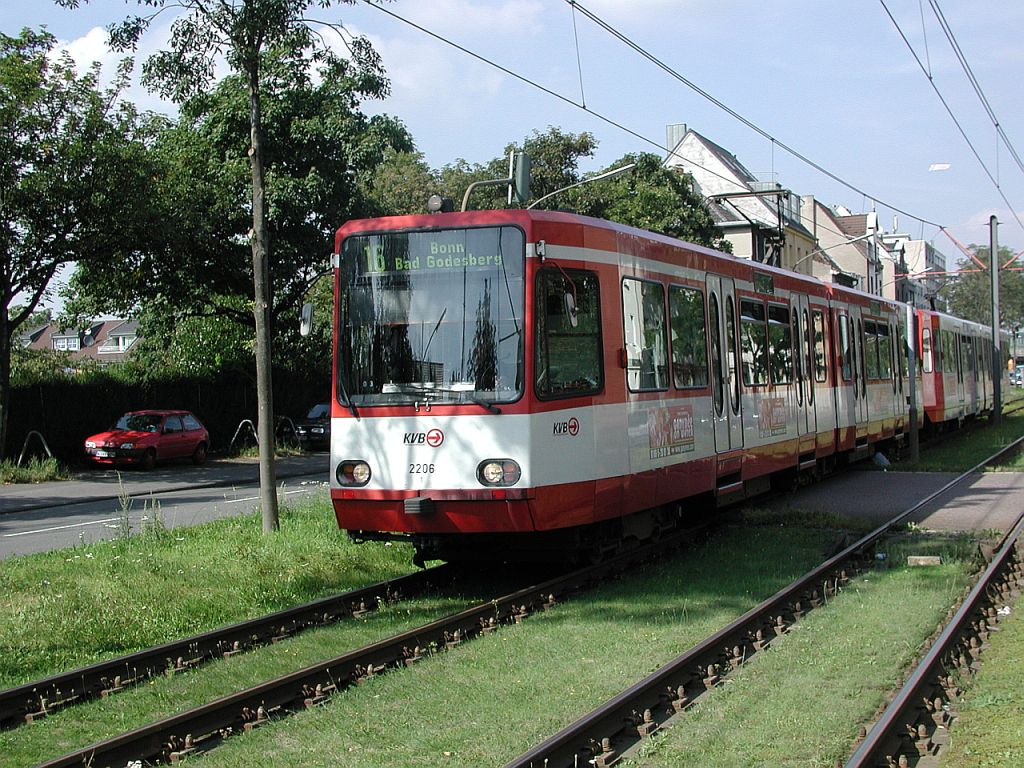
Tiefliegendes Rasengleis mit Vignolschienen, Köln

- Hochliegendes Rasengleis, Freiburg i. Br.
- Hochliegendes Rasengleis mit seitlichen Füllsteinen, Nordhausen
- Tiefliegendes Rasengleis mit Vignolschienen, Köln
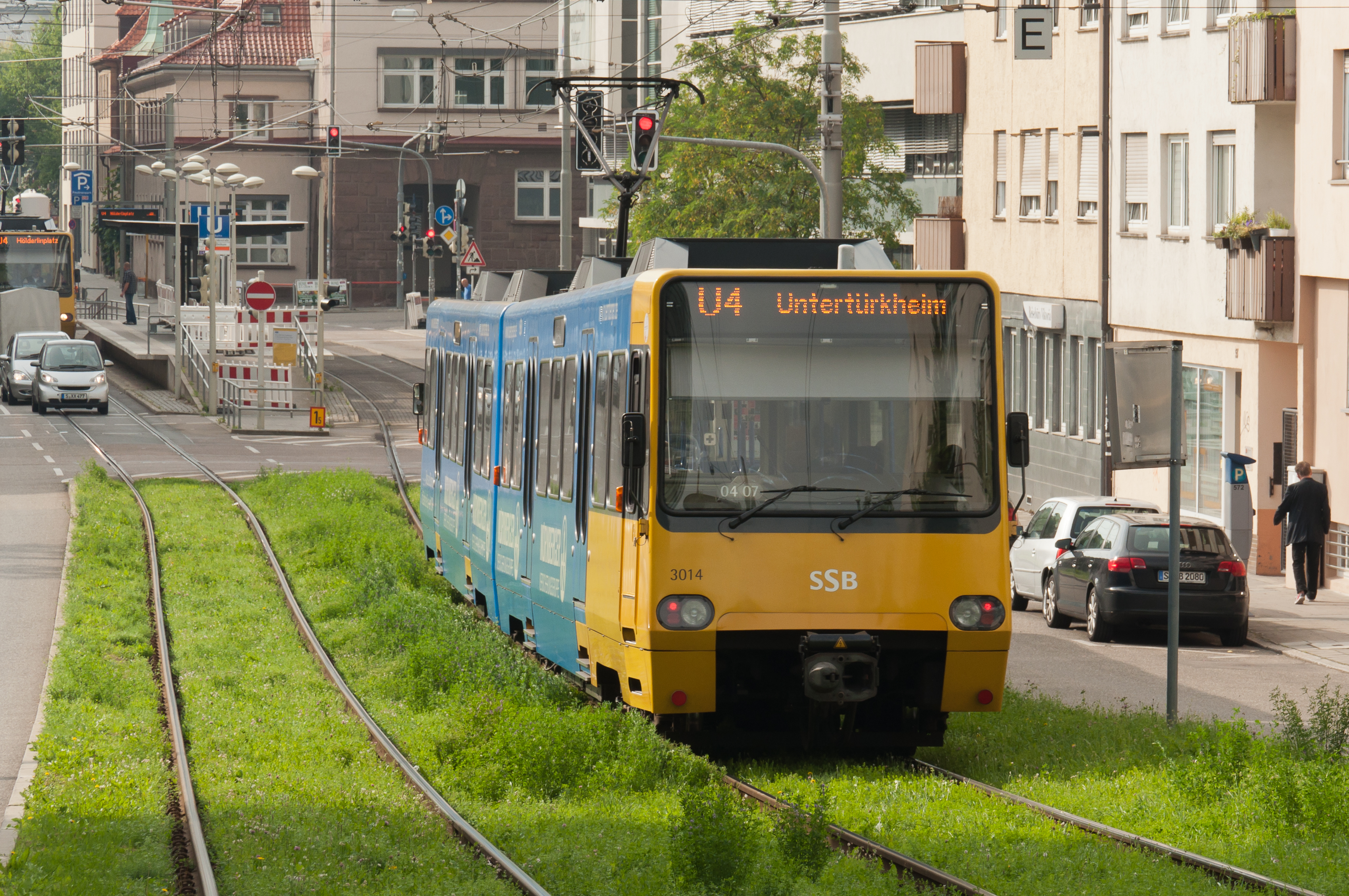
Tiefliegendes Rasengleis in Stuttgart
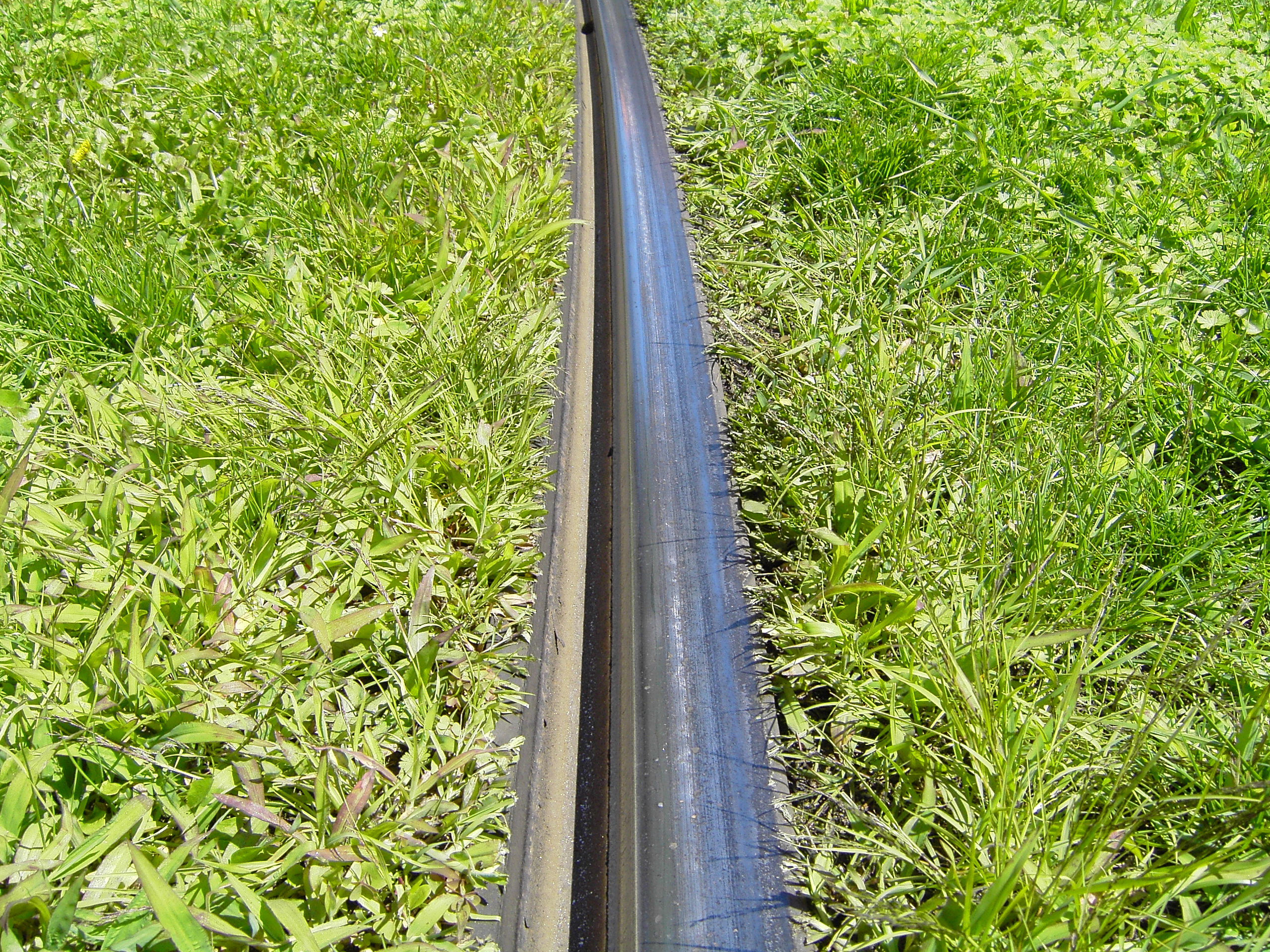
Detail: In Gras eingebettete Rillenschiene
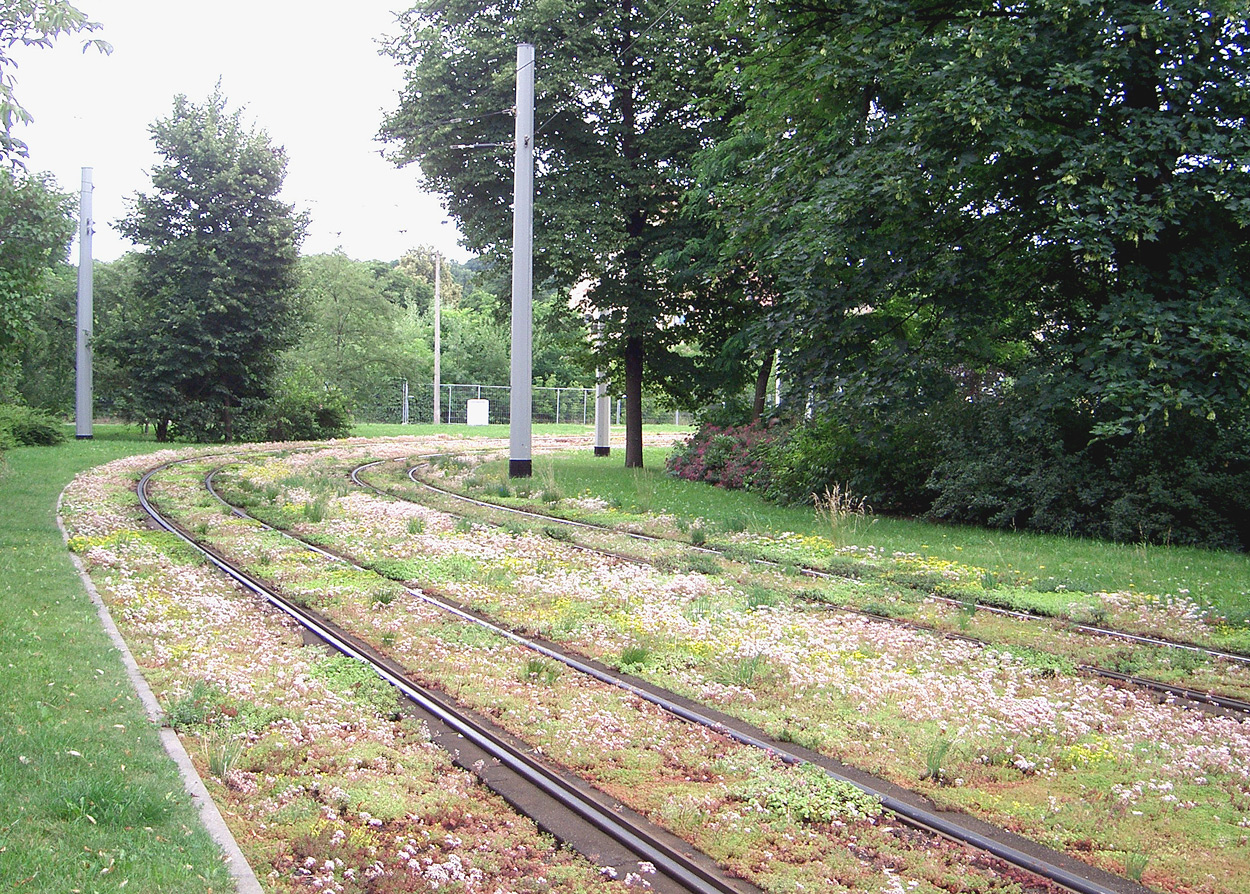
Gleis mit Bodendeckern, Zwickau
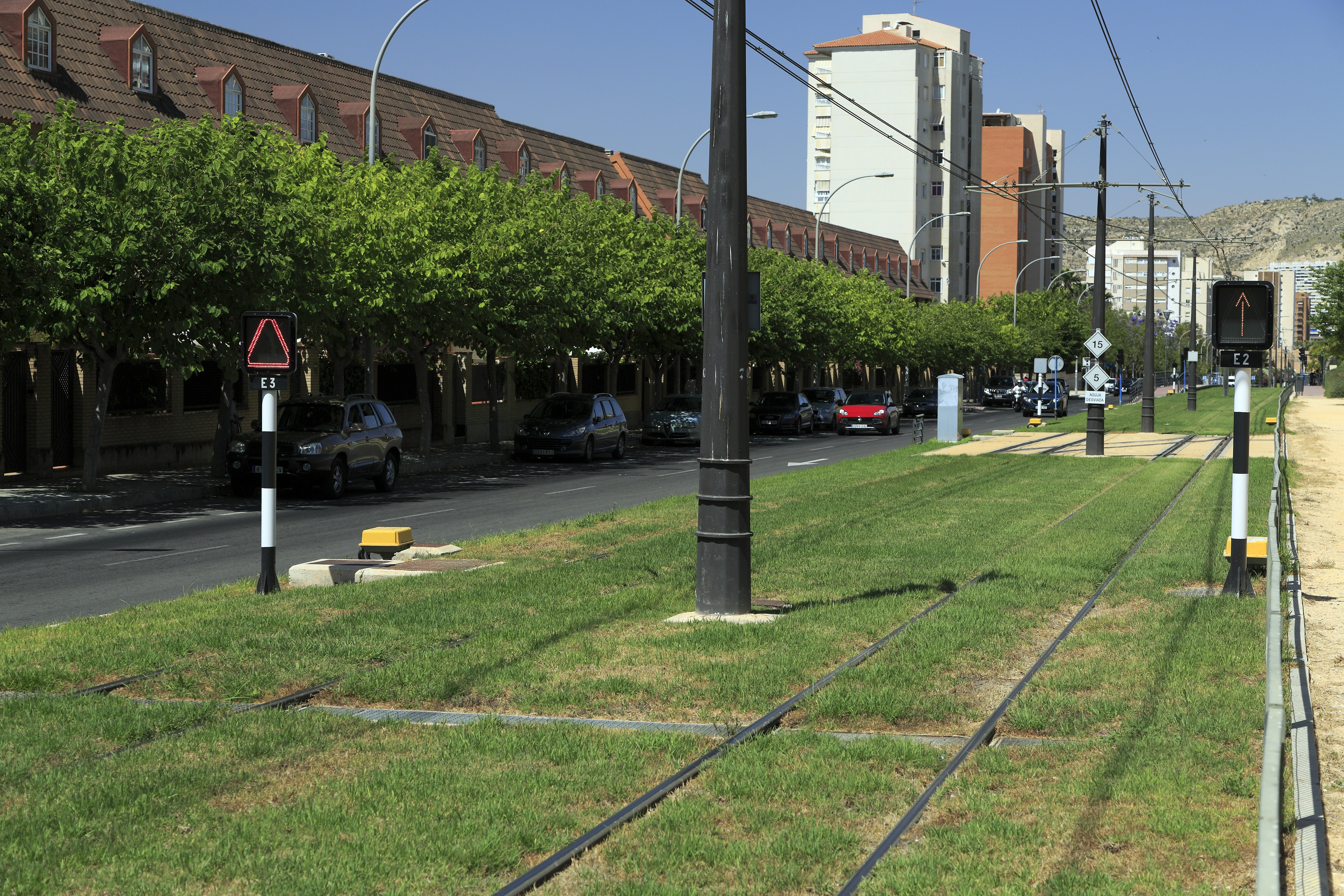
Alicante, hochliegende Rasengleise mit Vignolschienen
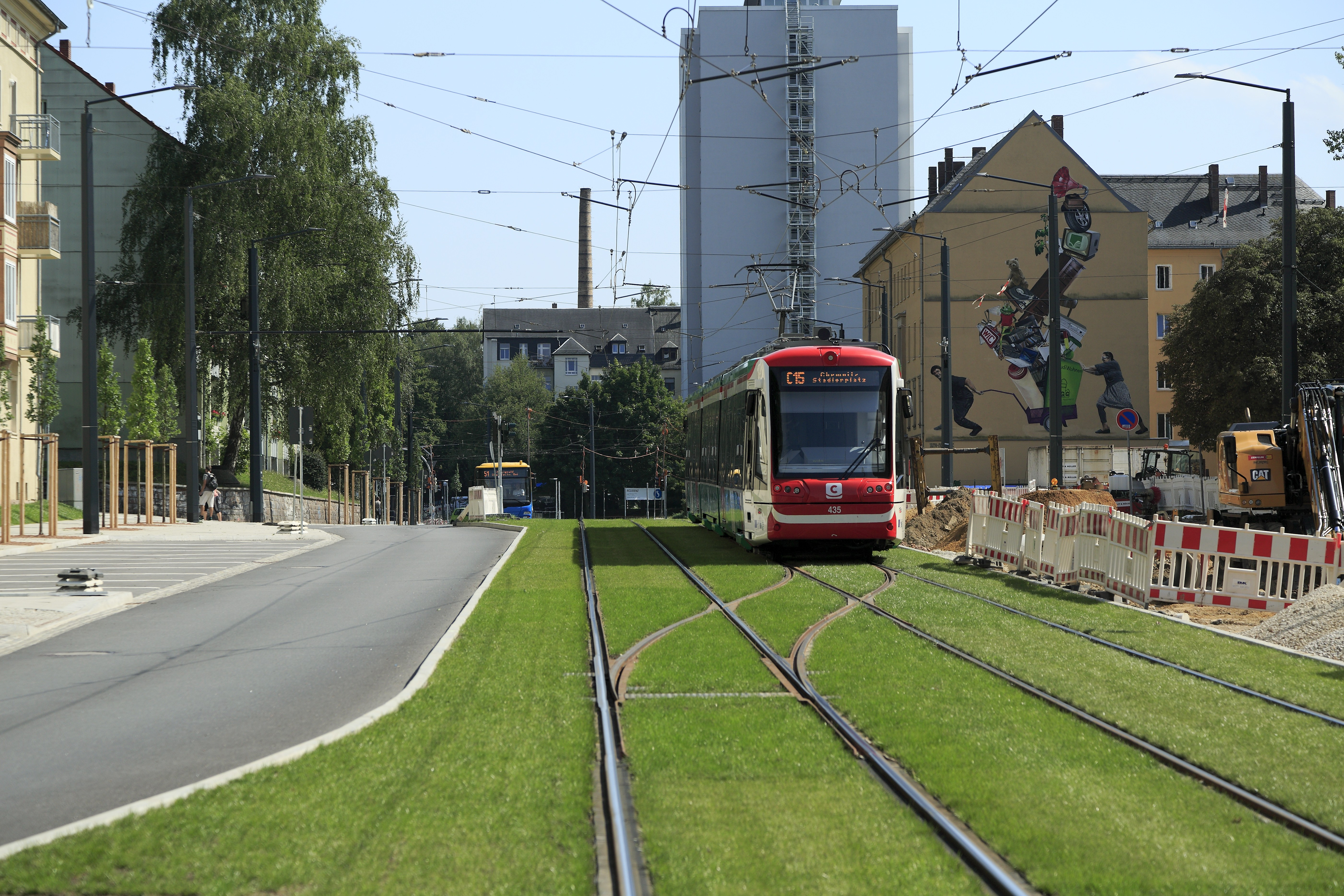
Chemnitz, Reitbahnstraße; hochliegende Rasengleise mit Vignolschienen, Rillenschienen wurden nur im Weichenbereich verlegt.
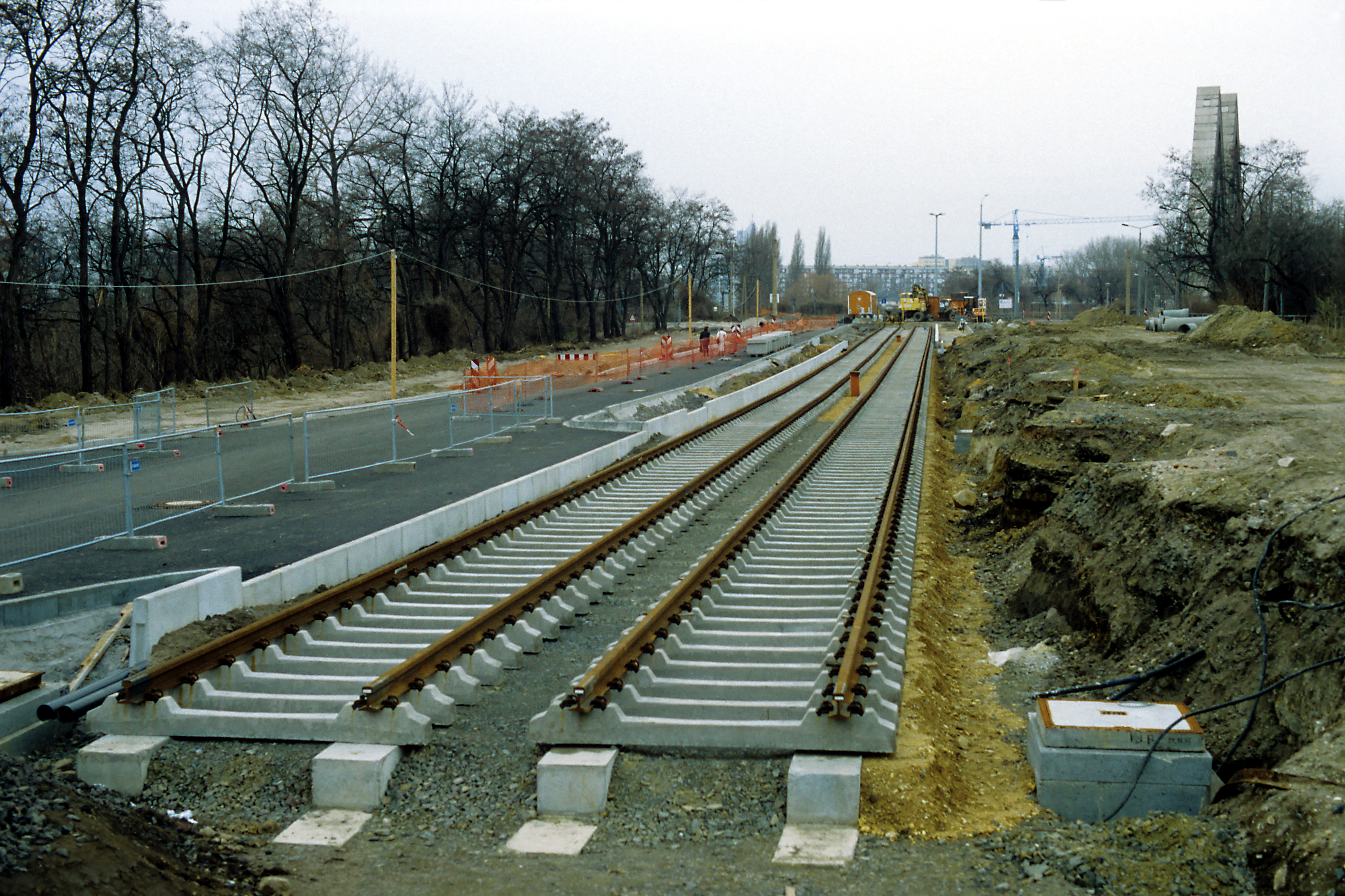
Zwickauer Straße (Leipzig), tiefliegende Rasengleise im Bau. Die Fahrbahnbalken liegen auf Stützpunkten auf und bilden pro Gleis zwei nebeneinanderliegende unterirdische Brücken. Die Gleislage wird durch elastische Beilagen zwischen Fahrbahnbalken und Schwellen reguliert, regelmäßiges Stopfen ist nicht erforderlich und auch nicht möglich.
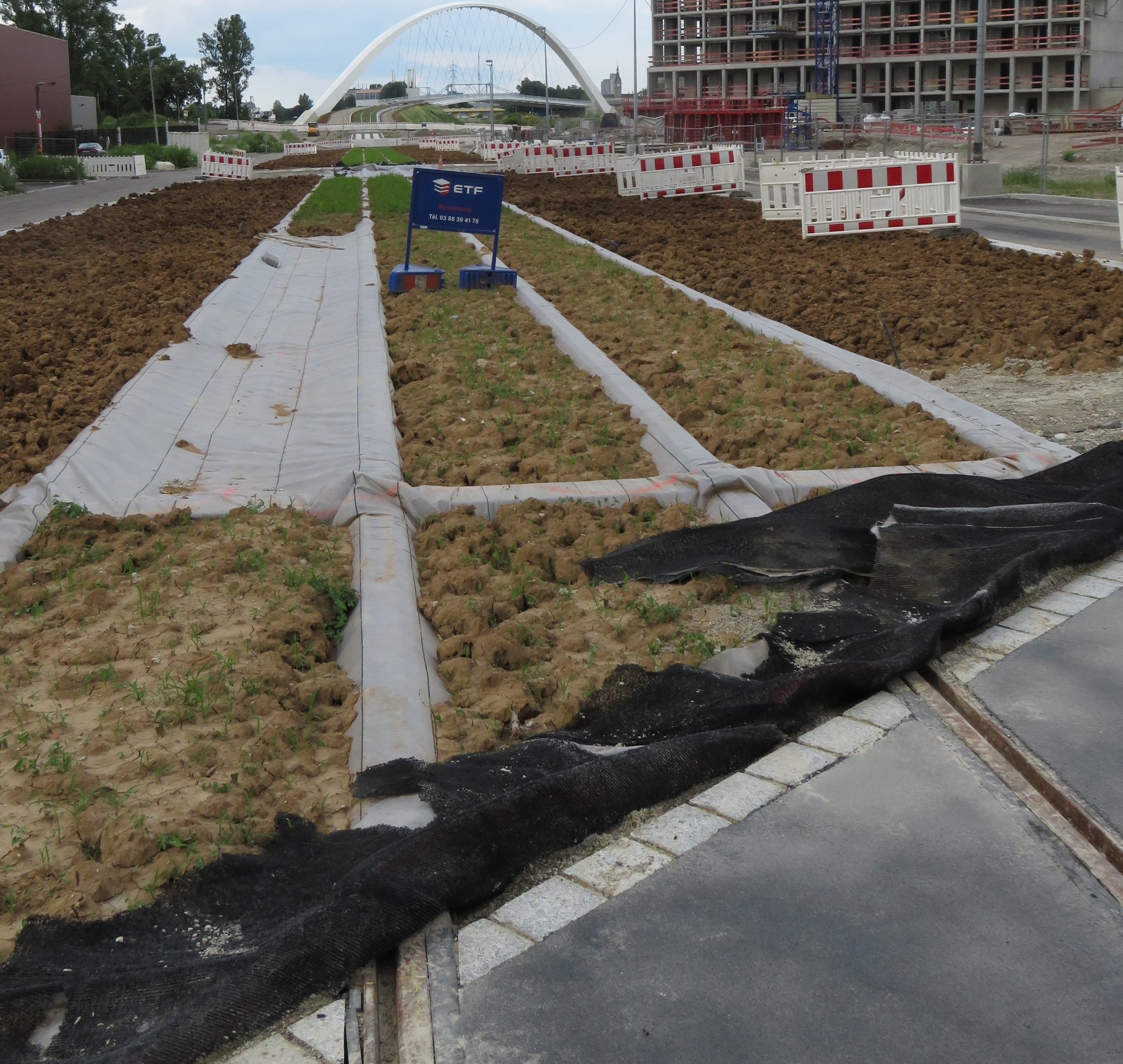
Während des Auffüllens sind die Schienen abgedeckt. (Straßenbahn Straßburg)

- Alicante, hochliegende Rasengleise mit Vignolschienen
- Chemnitz, Reitbahnstraße; hochliegende Rasengleise mit Vignolschienen, Rillenschienen wurden nur im Weichenbereich verlegt.
- Zwickauer Straße (Leipzig), tiefliegende Rasengleise im Bau. Die Fahrbahnbalken liegen auf Stützpunkten auf und bilden pro Gleis zwei nebeneinanderliegende unterirdische Brücken. Die Gleislage wird durch elastische Beilagen zwischen Fahrbahnbalken und Schwellen reguliert, regelmäßiges Stopfen ist nicht erforderlich und auch nicht möglich.
- Während des Auffüllens sind die Schienen abgedeckt. (Straßenbahn Straßburg)